# Thalita Simplício
Thalita Vitória Simplício da Silva (Natal, 20 agosto 1997) è un'atleta paralimpica brasiliana specializzata nelle gare di velocità e classificata come T11 a causa della sua cecità.

## Biografia
Nata con una disabilità visiva congenita che l'ha portata alla cecità all'età di 12 anni, dopo aver praticato karate, nuoto e danza classica si è avvicinata all'atletica leggera grazie a un progetto del Comitato Paralimpico Brasiliano.
Nel 2015 ha preso parte ai mondiali paralimpici di Doha dove ha conquistato la medaglia di bronzo nei 400 metri piani T11 e il quarto posto nel salto in lungo T11. L'anno successivo ha partecipato ai Giochi paralimpici di Rio de Janeiro aggiudicandosi il quinto posto nel salto in lungo T11 e la medaglia d'argento nella Staffetta 4×100 metri T11-13.
Nel 2019, dopo aver vinto due medaglie d'argento nei 100 e 200 metri piani T11 ai Giochi parapanamericani di Lima, si è laureata campionessa del mondo dei 400 metri piani T11 ai campionati mondiali paralimpici di Dubai, dove ha anche portato a casa la medaglia d'argento nei 200 metri piani T11 e il quinto posto nei 100 metri piani T11.
Tra i Giochi paralimpici di Tokyo del 2021 e quelli di Parigi di tre anni dopo ha conquistato tre medaglie d'argento.
È laureata in fisioterapia alla Università Potiguar della sua città natale.

## Palmarès
| Anno               | Manifestazione          | Sede           | Evento                   | Risultato | Prestazione | Note |
| ------------------ | ----------------------- | -------------- | ------------------------ | --------- | ----------- | ---- |
| 2015               | Mondiali paralimpici    | Doha           | 200 m T11                | Batteria  | dq          |      |
| 2015               | Mondiali paralimpici    | Doha           | 400 m T11                | Bronzo    | 59"73       |      |
| 2015               | Mondiali paralimpici    | Doha           | Salto in lungo T11       | 4ª        | 4,31 m      |      |
| 2016               | Giochi paralimpici      | Rio de Janeiro | 400 m T11                | 4ª        | dq          |      |
| 2016               | Giochi paralimpici      | Rio de Janeiro | Salto in lungo T11       | 5ª        | 4,54 m      |      |
| 2016               | Giochi paralimpici      | Rio de Janeiro | Staffetta 4×100 m T11-13 | Argento   | 47"57       |      |
| 2019               | Giochi parapanamericani | Lima           | 100 m T11                | Argento   | 12"38       |      |
| 2019               | Giochi parapanamericani | Lima           | 200 m T11                | Argento   | 25"15       |      |
| 2019               | Giochi parapanamericani | Lima           | 400 m T11                |           | dq          |      |
| 2019               | Mondiali paralimpici    | Dubai          | 100 m T11                | 5ª        | 12"10       |      |
| 2019               | Mondiali paralimpici    | Dubai          | 200 m T11                | Argento   | 24"92       |      |
| 2019               | Mondiali paralimpici    | Dubai          | 400 m T11                | Oro       | 56"85       |      |
| 2021               | Giochi paralimpici      | Tokyo          | 100 m T11                | Finale    | dq          |      |
| 2021               | Giochi paralimpici      | Tokyo          | 200 m T11                | Argento   | 24"94       |      |
| 2021               | Giochi paralimpici      | Tokyo          | 400 m T11                | Argento   | 56"80       |      |
| 2023               | Mondiali paralimpici    | Parigi         | 100 m piani T11          | Bronzo    | 12"37       |      |
| 2023               | Mondiali paralimpici    | Parigi         | 200 m piani T11          | Bronzo    | 24"88       |      |
| 2023               | Mondiali paralimpici    | Parigi         | 400 m piani T11          | Oro       | 56"60       |      |
| 2024               | Mondiali paralimpici    | Kōbe           | 200 m piani T11          | Argento   | 24"95       |      |
| 2024               | Mondiali paralimpici    | Kōbe           | 400 m piani T11          | Oro       | 57"45       |      |
| Giochi paralimpici | Parigi                  | 400 m T11      | Argento                  | 57"21     |             |      |